# Emma Tillinger Koskoff
Emma Tillinger, coniugata Koskoff (1972), è una produttrice cinematografica statunitense.
È stata candidata tre volte all'Oscar al miglior film, per The Wolf of Wall Street (2013), Joker (2019) e The Irishman (2019).

## Biografia
Figlia del regista teatrale John Tillinger e dell'attrice Dorothy Lyman, cresce a Roxbury, nel Connecticut. Dopo aver terminato gli studi superiori in un collegio ad Ojai, in California, decide di gettarsi nel mondo del lavoro.
All'età di 19 anni, ottiene un lavoro come assistente di produzione sul set del film Il danno, di Louis Malle, fratello del nuovo patrigno della Tillinger, il produttore Vincent Malle. Si forma poi a New York presso l'agenzia di talenti Artist Management Group (AMG). Dopo aver lavorato negli anni novanta come assistente di Uma Thurman e successivamente del co-fondatore della AMG Rick Yorn, diventa collaboratrice abituale del regista Ted Demme fino alla sua prematura scomparsa nel 2002, lavorando come assistente ai film Blow (2001) e A Decade Under the Influence (2003).
Nel gennaio 2003 viene assunta dalla Sikelia Productions, casa di produzione del regista Martin Scorsese, a cui era stata presentata da Yorn. Il suo primo impiego è come assistente del regista nella produzione del suo film The Aviator (2004), per poi venire promossa a presidentessa di produzione dell'azienda nel 2006. Da allora, Tillinger è stata coinvolta in qualche misura nella produzione di buona parte della filmografia di Scorsese, tra cui come produttrice di tutti i film di finzione del regista a partire da Hugo Cabret (2011). Per il suo lavoro alla Sikelia è stata candidata due volte all'Oscar al miglior film, nel 2014 per The Wolf of Wall Street (2013) e nel 2020 per The Irishman (2019). Sempre lo stesso anno, Tillinger produce il suo primo film non diretto da Martin Scorsese, Joker, che ha incassato 1,1 miliardi di dollari in tutto il mondo e le ha valsa una terza candidatura all'Oscar.

### Vita privata
Vive nel quartiere di Battery Park City col marito, il produttore Nick Koskoff, e i suoi due figli.

## Filmografia

### Cinema
- The Key to Reserva, regia di Martin Scorsese - cortometraggio (2007)
- A Letter to Elia, regia di Martin Scorsese - documentario (2010)
- Public Speaking, regia di Martin Scorsese - documentario (2010)
- George Harrison: Living in the Material World, regia di Martin Scorsese - documentario (2011) - produttrice esecutiva
- Surviving Progress, regia di Mathieu Roy - documentario (2011) - produttrice esecutiva
- Hugo Cabret (Hugo), regia di Martin Scorsese (2011) - produttrice esecutiva
- The Wolf of Wall Street, regia di Martin Scorsese (2013)
- Bad Hurt, regia di Mark Kemble (2015)
- The Audition, regia di Martin Scorsese - cortometraggio (2015)
- Bleed - Più forte del destino (Bleed for This), regia di Ben Younger (2016)
- Free Fire, regia di Ben Wheatley (2016) - produttrice esecutiva
- Silence, regia di Martin Scorsese (2016)
- Long Strange Trip, regia di Amir Bar-Lev - documentario (2017) - produttrice esecutiva
- A Ciambra, regia di Jonas Carpignano (2017) - produttrice esecutiva
- Man in Red Bandana, regia di Matthew J. Weiss - documentario (2017) - produttrice esecutiva
- Drôle de père, regia di Amélie van Elmbt (2017) - produttrice esecutiva
- L'uomo di neve (The Snowman), regia di Tomas Alfredson (2017) - produttrice esecutiva
- Tomorrow, regia di Martha Pinson (2018) - produttrice esecutiva
- The Souvenir, regia di Joanna Hogg (2019) - produttrice esecutiva
- Port Authority, regia di Danielle Lessovitz (2019) - produttrice esecutiva
- Vault, regia di Tom DeNucci (2019) - produttrice esecutiva
- Diamanti grezzi (Uncut Gems), regia di Josh e Benny Safdie (2019) - produttrice esecutiva
- Joker, regia di Todd Phillips (2019)
- The Irishman, regia di Martin Scorsese (2019)
- The Souvenir: Part II, regia di Joanna Hogg (2021) - produttrice esecutiva
- The Good Mother, regia di Miles Joris-Peyrafitte (2023)
- Killers of the Flower Moon, regia di Martin Scorsese (2023)
- Day of the Fight, regia di Jack Huston (2023)
- Joker: Folie à Deux, regia di Todd Phillips (2024)

### Televisione
- Glickman, regia di James L. Freedman — film TV documentario (2013) - produttrice esecutiva
- Vinyl — serie TV, 10 episodi (2016) - produttrice esecutiva

## Riconoscimenti
- Premi Oscar
  - 2014 – Candidatura al miglior film per The Wolf of Wall Street
  - 2020 – Candidatura al miglior film per Joker
  - 2020 – Candidatura al miglior film per The Irishman
- Premi BAFTA
  - 2020 – Candidatura al miglior film per Joker
  - 2020 – Candidatura al miglior film per The Irishman
- Premi Emmy
  - 2012 – Miglior speciale televisivo di non-fiction per George Harrison: Living in the Material World
- Hollywood Film Awards
  - 2019 – Produttrice dell'anno per The Irishman
- Producers Guild of America Awards
  - 2014 – Candidatura al Darryl F. Zanuck Award al miglior film per The Wolf of Wall Street
  - 2020 – Candidatura al Darryl F. Zanuck Award al miglior film cinematografico per Joker
  - 2020 – Candidatura al Darryl F. Zanuck Award al miglior film per The Irishman